# میچیکو و هاچین
میچیکو و هاچین (به ژاپنی: ミチコとハッチン، Michiko to Hatchin) یک سری تلویزیونی انیمه ژاپنی است به کارگردانی سایو یاماموتو که توسط استودیو من‌گلاب تهیه شده‌است. این مجموعه به تعداد ۲۲ قسمت از ۱۵ اکتبر ۲۰۰۸ تا ۱۸ مارس ۲۰۰۹ در شبکه فوجی تلویژن پخش شد.